# St. Josef (Düsseldorf-Oberbilk)

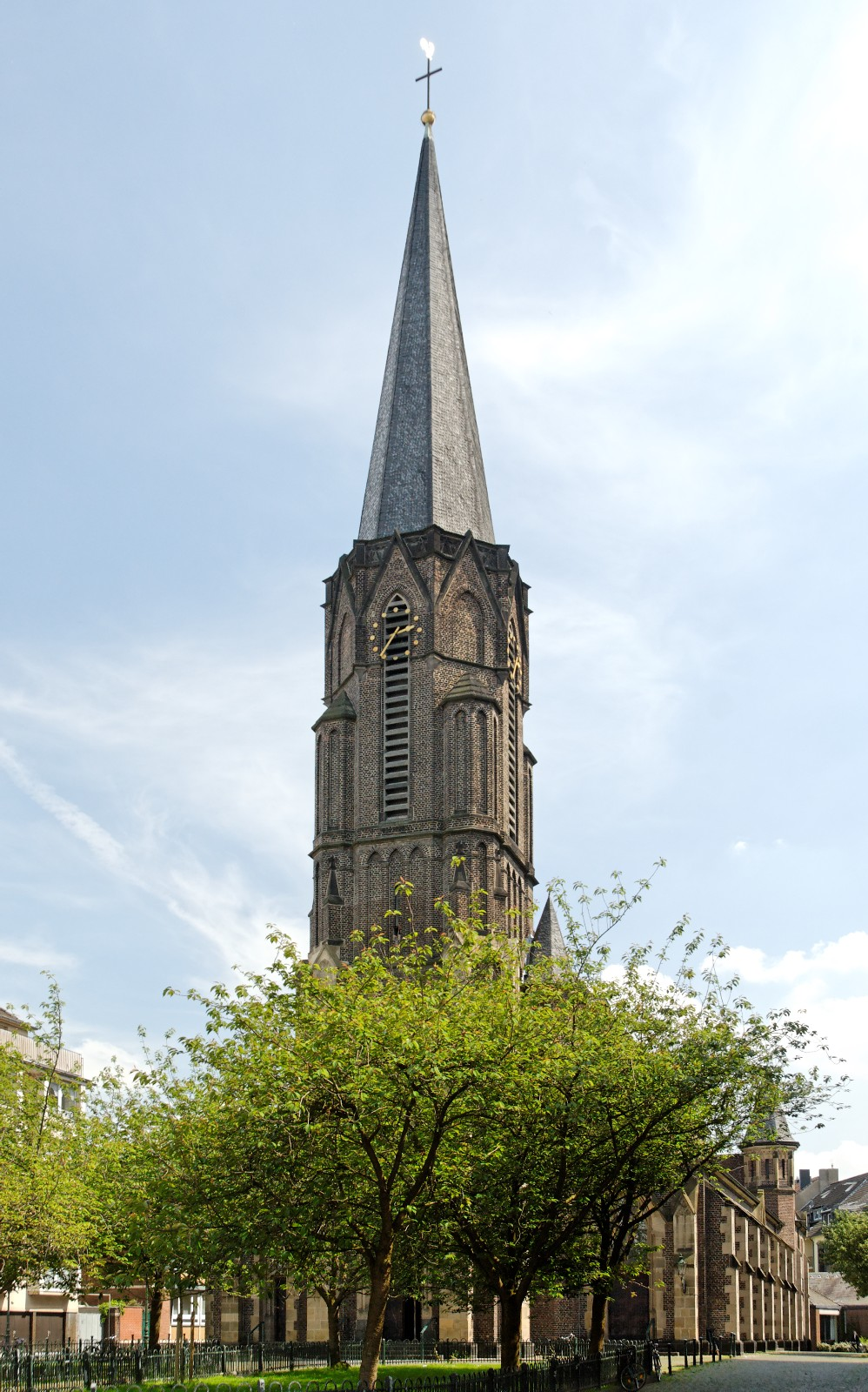
St.-Josef-Kirche

Die katholische Kirche St. Josef befindet sich in Düsseldorf-Oberbilk. Sie war einst die Pfarrkirche der größten Gemeinde im Erzbistum Köln. Heute gehört die Pfarrei zum Seelsorgebereich Unter- und Oberbilk, Friedrichstadt und Eller-West.

## Geschichte
Im Zuge der Industrialisierung wuchs die Bevölkerung Düsseldorfs gegen Ende des 19. Jahrhunderts rasant, sodass die Pfarrgemeinde St. Martin geteilt werden musste. Wenige Jahre nach dem Bau von St. Josef wurde ein weiterer Kirchenbau notwendig, St. Apollinaris wurde errichtet.
St. Josef wurde 1870 begonnen und 1872 geweiht, der Turm war aus Kostengründen noch nicht vollendet. Nach einem Architektenwechsel wurde der Kirchturm 1880 fertiggestellt.

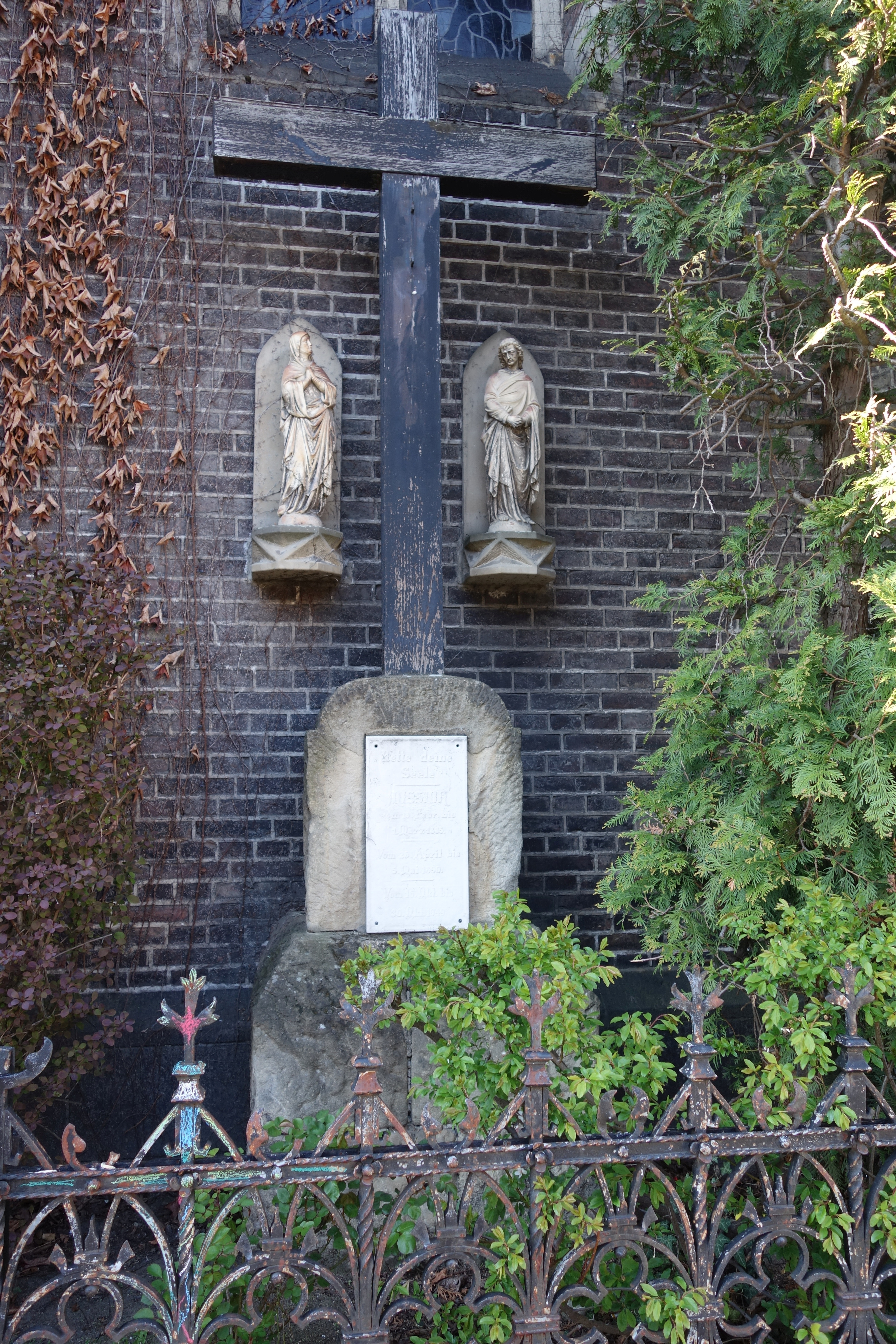
Kreuz an der Rückseite von St. Josef

## Architektur
St. Josef ist im neugotischen Stil aus rotem Backstein errichtet.
Architekt war der Franziskanerbruder Paschalis Gratze, der Turm wurde von Caspar Clemens Pickel vollendet.
Der Architektenwechsel ist dem Turm anzusehen. Die unteren beiden Geschosse sind recht schlicht, die oberen Geschosse sind formenreicher.

## Glocken
Im Jahr 1901 goss die Glockengießerei Otto in Bremen-Hemelingen für die Josefskirche fünf Bronzeglocken mit den Schlagtönen: b0 – des′ – es′ – f′ – ges′. Die Glocken haben folgende Durchmesser: 1720 mm, 1450 mm, 1360 mm, 1230 mm, 1130 mm und wiegen zusammen fast 10 Tonnen.